# 파울로 론드라

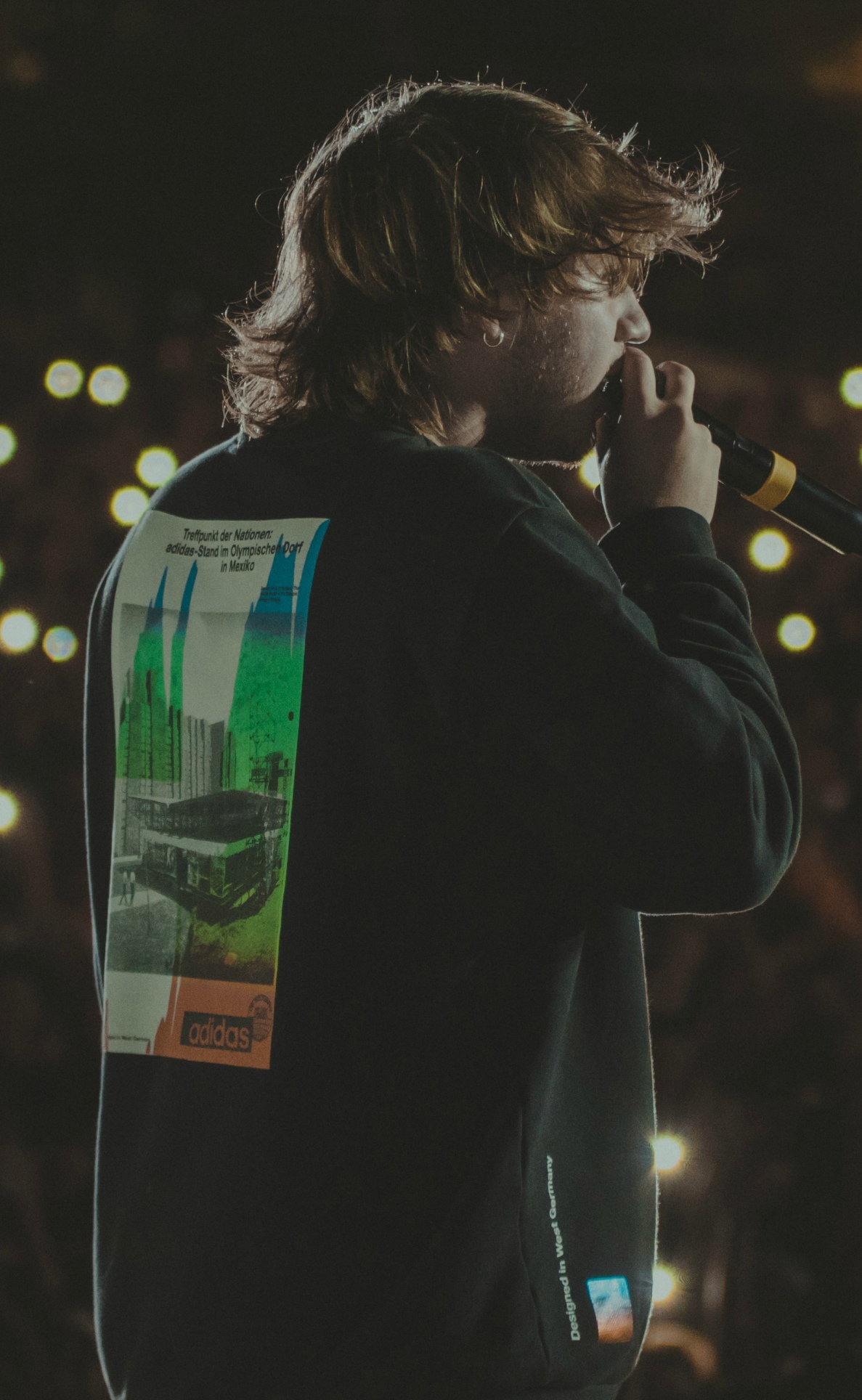

파울로 론 드라는 아르헨티나의 트랩 가수이다.

## 약력
힙합에 대한 관심은 에미넴 출연 한 영화 ' 8 마일 '에서 여동생의 추천으로 시작되었다. 영화에 관해 론 드리는 이렇게 주석을 달았다. 
«나는 모든 것을 보여줘야 만했던 그 순간에 백인이 문화에서 존경받는 방법에 놀랐다. 나는 여러 가지 상황에 직면해야했다. 나는 그와 같아지기를 원한다. 나는 에미넴에게 그것을 가지고있다.».

### 음악 경력
그는 2017년 1월 첫 싱글 "Relax"를 발표하면서 음악 경력을 시작했다. Relax 은 몇 달 후 아르헨티나의 히트 곡으로 선정되었다. 그 이후로 그는 작곡을 시작하여 노래를 계속해서 발표했다. 그들의 시작은 다른 도시 지수와 유사하지만 Londra는 다른 예술가와 달리 폭력, 모욕 또는 마약과 같은 문제를 노래에 사용하지 않는다.
그는 랄리 에스포시토와 마르티나 스토셀 뒤를 이어 빌보드 소셜 50 리스트에 들어간 세 번째 아르헨티나 예술가이다.

## 레코드 분류
- Homerum[7]